# 우에스기 노부노리
우에스기/마쓰다이라/요시이 노부노리(上杉/松平/吉井 信謹)는 막말의 다이묘이다. 고즈케 요시이 번 제10대 번주. 다카쓰카사 마쓰다이라 가문 제12대 당주.
| 전임 마쓰다이라 노부오키 | 제12대 다카쓰카사 마쓰다이라 가문 당주 1865년 ~ 1879년 | 후임 요시이 노부요시 |

| 전임 마쓰다이라 노부오키 | 제10대 요시이 번 번주 (다카쓰카사 마쓰다이라 가문) 1865년 ~ 1871년 | 후임 폐번치현 |